# Barrio Observatorio
Observatorio es un extenso barrio de la ciudad de Córdoba, en Argentina. Se ubica próximo a la zona céntrica de la ciudad y cuenta con un total de setenta y cinco manzanas. Sus límites oficiales son:
- Sur: Av. Julio A. Roca y San Luis
- Norte: Av. Duarte Quirós y San Luís.
- Oeste: Mariano Moreno y Río Negro.
- Este: Miguel C. del Corro y Gral. José G. Artigas.

Geográficamente, el barrio ubicado a unos dos kilómetros del Centro de Córdoba, es un terreno barrancoso. Este relieve se nota más en su sector este y sur. La del este, la causa se ve más visible: el arroyo La Cañada.

## Historia
El barrio comenzó a formarse bajo el nombre de Los Altos, cuando recién comenzaba su actividad el Observatorio Astronómico de Córdoba, fundado en 1871 por el entonces presidente Domingo F. Sarmiento.
Con su nueva denominación de El Abrojal, el barrio comenzó su desarrollo demográfico en la década del 1940, cuando se levantaron numerosas viviendas. Esto fue posible gracias al loteo realizado por una señora de apellido Moltel. Como en esa época aún no existía una ordenanza municipal que obligaba a los loteos a contar con los servicios básicos de agua y luz, el barrio en sus inicios no contaba con ellos. Luego de la llegada de la energía eléctrica y del agua potable, aún el sector contaba con otra carencia: la educación.
Al poco tiempo de llegar la parroquia Santo Cristo, se gestionó la construcción de una escuela primaria. Hoy, esa institución educativa que lleva el mismo nombre de la parroquia cuenta hasta con escuela secundaria.
Debido a sus cercanías al centro, el desarrollo del barrio también se debió al tranvía. La principal de ellas iniciaba en lo que hoy es la esquina de avenida Julio A. Roca y calle Misiones, conocido popularmente en el sector como km. 0, que le da nombre a una estación de servicios ubicada en esa intersección.

## Transporte
Su proximidad a la Estación Terminal de Ómnibus de Córdoba le permite a este barrio estar conectado con localidades vecinas ya que pasan numerosas líneas de colectivos interurbanos.
Además pasan las siguientes líneas locales:
| Corredor   | Líneas                   |
| ---------- | ------------------------ |
| Corredor 4 | - 43 - 44                |
| Corredor 6 | - 60 - 62 - 63 - 64 - 67 |
|            | - 500 - 501              |
|            | - Trole C                |